# Akihiro Tabata
Akihiro Tabata (født 15. maj 1978) er en tidligere japansk fodboldspiller.
Han har spillet for flere forskellige klubber i sin karriere, herunder Urawa Reds og JEF United Ichihara.